# Liste der Bodendenkmale in Bad Iburg
In der Liste der Bodendenkmale in Bad Iburg sind die Bodendenkmale der niedersächsischen Gemeinde Bad Iburg aufgeführt. Die Quelle ist der Denkmalatlas Niedersachsen.
- Bitte beachten Sie, dass diese Liste keinen Anspruch auf Vollständigkeit erhebt.
- Die Angaben ersetzen nicht die rechtsverbindliche Auskunft der zuständigen Denkmalschutzbehörde.
- Es sind nur Daten aus dem Denkmalatlas verarbeitet.
- Der Stand der Liste ist der 24. Mai 2025.

Bad Iburg im Landkreis Osnabrück

## Allgemein
In den Spalten finden sich folgende Informationen des Bodendenkmales:
| Lage         | geographische Koordinaten                                                           |
| Bezeichnung  | Bezeichnung lt. Denkmalatlas                                                        |
| Beschreibung | Beschreibung lt. Denkmalatlas                                                       |
| ID           | Objekt-ID                                                                           |
| Bild         | Bild, ggf. zusätzlich mit Link zu weiteren Fotos im Medienarchiv Wikimedia Commons. |

## Glane-Visbeck
| Lage                       | Bezeichnung                     | Beschreibung | ID       | Bild |
| -------------------------- | ------------------------------- | --- | -------- | ---- |
| 52° 10′ 20″ N, 8° 4′ 37″ O | Glane-Visbeck 1, Grabhügel      | Durchmesser ca. 20 m und Höhe ca. 1,2 m. Rund. Rand abgesetzt. Flache Kuppenmulde. | 28954421 | BW   |
| 52° 10′ 19″ N, 8° 4′ 36″ O | Glane-Visbeck 2, Grabhügel      | Durchmesser ca. 20 m und Höhe ca. 0,7 m. Rund. Rand gut abgesetzt. 2 Kuppenmulden. Ein 3 m breiter Weg schneidet den Hügel in W-O-Richtung in 2 Hälften. S-Hälfte durch Weg abgetragen. Das abgeschobene Bodenmaterial wurde offensichtlich tw. auf dem Hügel abgelagert. | 28954520 | BW   |
| 52° 10′ 3″ N, 8° 4′ 58″ O  | Glane-Visbeck 12, Grabhügel     | Größe ca. 8 × 5 m und Höhe ca. 0,5 m. Oval. (O-W). Rand abgesetzt. | 28948170 | BW   |
| 52° 10′ 3″ N, 8° 4′ 59″ O  | Glane-Visbeck 15, Grabhügel     | Durchmesser ca. 15 m und Höhe ca. 1,6 m. Rund. Rand abgesetzt. Ausgeprägte Eingrabung in Hügelkuppe. Dm. 4 m; T. 0,5 m. Tierbaue. | 28948169 | BW   |
| 52° 10′ 2″ N, 8° 4′ 59″ O  | Glane-Visbeck 16, Grabhügel     | Durchmesser ca. 20 m und Höhe ca. 1,7 m. Rund. Rand abgesetzt. Ausgeprägte Eingrabung in der Hügelkuppe. Dm. 5 m; T. 0,6 m. Tierbaue. Am W-Rand verläuft ein Waldweg. | 28948168 | BW   |
| 52° 10′ 2″ N, 8° 4′ 51″ O  | Glane-Visbeck 17, Grabhügel     | Durchmesser ca. 10 m und Höhe ca. 0,5 m. Rundoval. Rand schlecht abgesetzt. In der Kuppe eine rechteckige Eingrabung. L. 2 m; Br. 1,5 m; T. 0,8 m. | 28948167 | BW   |
| 52° 10′ 3″ N, 8° 4′ 13″ O  | Glane-Visbeck 54, Bergbaurelikt | Auf einer langgestreckten Fläche von ca. 230 × 40 m. Zahlreiche meist unförmige Abbaugruben mit begleitenden Pingen von 7-15 m Dm. und 1-2 m H. Im NW eine längliche Abbaurinne von 70 m L. und 10 – 15 m Br. mit beidseitig (N und S) abgelagertem Aushub. Direkt mit dem Bergbau verbunden sind hangabwärts führende Wegespuren von 3 – 7 m Br. und 0,8 – 2 m tw. Die Hohlwege münden tw. in tiefe natürliche Bachtäler, die nach SW orientiert sind. Lt. Karte der nutzbaren Lagerstätten und Gesteine Niedersachsens 1952, Bl. 307 Iburg, steht in diesem Areal Wealdensteinkohle an. Der Abbau von Wealden-Kohle im direkt nördl. gelegenen Gebiet von Borgloh-Oesede ist seit 1527 mit Schacht- und Stollenbau belegt. Die Hauptperiode lag zwischen 1874 und 1903. Seit 1918 stillgelegt. Die Bergbaurelikte sind daher als die Reste neuzeitlichen Steinkohlenbergbaus zu deuten. | 28948166 | BW   |

## Iburg
| Lage                      | Bezeichnung            | Beschreibung | ID       | Bild           |
| ------------------------- | ---------------------- | --- | -------- | -------------- |
| 52° 9′ 29″ N, 8° 2′ 31″ O | Iburg 1, Kloster Iburg | Bischofsburg. Die Kernburg mit dem Bischofssitz liegt auf der hochragenden Westspitze des Bergkegels; im nach O abfallenden Gelände bestand im Bereich der Vorburg ein Benediktinerkloster. Burg und Kloster nehmen zusammen eine Fläche von ca. 250 m L. und 120 m Br. ein. Von einer im späten 11. Jh. errichteten Ringmauer sind vor allem im Westbereich noch größere Teile erhalten. Die Iburg lässt heute noch die strenge Trennung zwischen weltlichem Bereich im W (ehem. Residenz, später u. a. Beamtenwohnungen, Kreisverwaltung und seit 1976 Polizeischule) und dem geistlichen Bereich im O mit Kirche und Klostergebäude erkennen. Bevor die Iburg als Residenz der Osnabrücker Bischöfe entstand, hat hier eine in der um 1100 verfassten Vita Bennonis erwähnte Befestigung mit steinernen Gebäuden bestanden, die von einer dreifachen Wallanlage umgeben war. Hierbei ist wegen der räumlich beengten Topographie weniger an eine der sächsischen Fliehburgen als an eine der Kleinburgen des 9./10. Jhs. zu denken, zumal der älteste bei den Ausgrabungen getätigte Fund aus dem 9. Jh. stammt. Über die Anfänge der heutigen Anlage berichtet die Vita Bennonis, dass der Osnabrücker Bischof Benno I. (1052-1068) den Berg in Besitz nahm, eine alte Befestigung instand setzte und ein Wohnhaus (tugurium) für sich errichtete. | 28954541 | Weitere Bilder |
| 52° 9′ 24″ N, 8° 2′ 41″ O | Iburg 37, Kreuzstein   | Kreuzstein aus Sandstein mit längsorientiertem Balkenkreuz. H. 0,6 m; gr. Br. ca. 0,25 m. | 28948163 | BW             |

## Ostenfelde
| Lage                     | Bezeichnung                | Beschreibung | ID       | Bild           |
| ------------------------ | -------------------------- | --- | -------- | -------------- |
| 52° 8′ 13″ N, 8° 2′ 7″ O | Ostenfelde 16, Scheventorf | Ehemals Wasserburg mit kleiner rechteckiger Hauptburg und nördl. vorgelagerter Vorburg. Hauptburg mit massivem Herrenhaus, Bergfried und Verbindungsbau zur Vorburg war ehemals durch eine breite Graft geschützt, die heute eingeebnet ist. Die Vorburg mit Wirtschaftsgebäude und Torhaus war mit einer zweiten Graft geschützt, die sich nach N zu einem - heute verlandeten - Teich erweiterte. Älteste urkundliche Erwähnung im Lehnsregister des Klosters Iburg in der zweiten Hälfte des 14. Jhs. als habitatio (Wohnung). Die Burg war Stammsitz eines gleichnamigen Geschlechts. Über das Alter des nur noch mit einer Mauer erhaltenen Bergfrieds lassen sich keine Angaben machen. Das heutige Haupthaus stammt aus dem Jahr 1552. Das angrenzende Taubenhaus ist wie der Verbindungsbau inschriftlich auf das Jahr 1578 datiert. Älter ist der sogenannte „Gefangenenturm“ am Osteck der Anlage, der als ältestes Fachwerkgebäude der Region gilt. Im 18. Jh. wurden Teile eines Galeriebaus von der Iburg, der dort den Burghof unterteilte, auf die Burg Scheventorf verbracht und dort wiederverwendet. In der Mitte des 19. Jhs. sind die Gräften zugeschüttet und darauf die Vorburggebäude abgerissen worden. | 28948150 | Weitere Bilder |